# Sven Andersson (labdarúgó, 1907)
Sven Andersson (Össeby-Garn, 1907. február 14. – Solna, 1981. május 30.), svéd válogatott labdarúgó.
A svéd válogatott tagjaként részt vett az 1934-es világbajnokságon.